# Lirimiris agentifera
Lirimiris agentifera är en fjärilsart som beskrevs av Druce 1889. Lirimiris agentifera ingår i släktet Lirimiris och familjen tandspinnare. Inga underarter finns listade i Catalogue of Life.